# 973
Évszázadok: 9. század – 10. század – 11. század
Évtizedek: 920-as évek – 930-as évek – 940-es évek – 950-es évek – 960-as évek – 970-es évek – 980-as évek – 990-es évek – 1000-es évek – 1010-es évek – 1020-as évek
Évek: 968 – 969 – 970 – 971 –  972 – 973 – 974 – 975 – 976 – 977 – 978

## Események

### Bizánci Birodalom
- Ióannész Tzimiszkész császár keleti hadjáratán elfoglalja Niszibiszt és Martüropoliszt, adófizetésre kényszeríti Abu Taglib moszuli emírt, majd a hadsereget Meliasz hadvezérre bízva, visszatér Konstantinápolyba. Meliasz ostrom alá veszi Amidát, de az Abu Taglib által küldött felmentő sereg egy porvihar során meglepetésszerűen megtámadja és szétveri a bizánci sereget. Meliasz fogságba esik és hamarosan meghal.

### Európa
- I. Ottó német-római császár Quedlinburgban ünnepli a húsvétot, ahol személyesen elé járul I. Mieszko lengyel és II. Boleslav cseh fejedelem, de elküldik követeiket a magyarok, bizánciak, dél-itáliaiak, dánok, bolgárok és "szlávok" is.
- Májusban a 60 éves I. Ottó megbetegszik. Még fogadja a córdobai kalifa követét, de rövidesen meghal. Utóda 18 éves fia, II. Ottó, aki apja mellett társuralkodóként már 12 éve német király és 5 éve császár.
- Júliusban meghal Ulrik augsburgi püspök. II. Ottó unokatestvére, II. (Civakodó) Henrik bajor herceg a császár véleményének kikérése nélkül egy másik unokatestvérét, Henriket ülteti a püspöki székbe. Ottó nem keresi a konfliktust és jóváhagyja a kinevezést.
- Novemberben meghal III. Burchard sváb herceg. Civakodó Henrik magának követeli a hercegséget. Ottó ezúttal nem enged és unokatestvérének (Liudolf féltestvére fiának), Ottónak adja Svábföldet.
- A 29 éves, 13 éve trónján ülő Edgar angol király megkoronáztatja magát (nem egyértelmű, hogy uralomra kerülésekor is megkoronázták-e vagy ez volt az első koronázása). Chesterben gyűlést hív össze, ahol nyolc skót és walesi "király" járul elé.
- Januárban felszentelik VI. Benedek pápát.
- Megalapítják a mainzi érsek alá rendelt prágai püspökséget.

## Születések
- május 6. - II. Henrik, német-római császár
- szeptember 4. - Al-Bírúni, perzsa polihisztor
- Abu l-Alá al-Maarri, arab költő
- III. Hisám, córdobai kalifa
- Muraszaki Sikibu, japán udvarhölgy, író

## Halálozások
- március 26. - Guntram, breisgaui gróf
- március 27. - Hermann Billung, szász őrgróf
- május 7. – I. Ottó, német-római császár
- július 4. - Ulrik, augsburgi püspök
- november 12. - III. Burchard, sváb herceg
- Hrotsvitha, német apáca, költő
- III. Reginar, hainaut-i gróf
- Richer, hainaut-i gróf